# Салиена
Салиена (латыш. Saliena) — населённый пункт в Аугшдаугавском крае Латвии. Административный центр Салиенской волости. Находится у автодороги P69 (Скрудалиена — Каплава — Краслава). Расстояние до города Даугавпилс составляет около 25 км. По данным на 2015 год, в населённом пункте проживало 238 человек. Есть волостная администрация, средняя школа, дом культуры, библиотека, фельдшерский и акушерский пункт.

## История
Село находится на землях бывшего поместья Солонаи.
В советское время населённый пункт был центром Салиенского сельсовета Даугавпилсского района. В селе располагался колхоз «Искра».